# Бугроватое
Бугрова́тое (укр. Бугрувате) — село в Чернетчинской сельской общине Ахтырского района Сумской области Украины.
Код КОАТУУ — 5920380801. Население по переписи 2001 года составляет 878 человек.

## Географическое положение
Село Бугроватое находится на берегу реки Хухра,
выше по течению примыкает село Солнечное,
ниже по течению примыкает село Восьмое Березня.
На реке большая запруда.
Село вытянуто вдоль реки на 5,5 км.

## Экономика
- Молочно-товарная ферма.
- КСП «Бугроватое».
- ЧП Агрофирма «Злагода».

## Объекты социальной сферы
- Детский сад.
- Школа.

## Экология
- Нефтепровод «Бугроватое—Рыбальцы», в плохом состоянии.